# Anja Valant
Anja Valant, slovenska atletinja, * 8. september 1977, Celje
Anja Valant je tekmovalka v troskoku, ki ima osebni rekord 14,69 metrov. Ta rezultat je dosegla 4. junija 2000 v grški Kalamati. S tem skokom je bila do 3. junija 2007 nosilka slovenskega rekorda v tej disciplini. Rekord je s 14,92 metra takrat v Ljubljani podrla Marija Šestak.
Za Slovenijo je Valantova nastopila na olimpijskih igrah leta 2000 v Sydneyju in tam zasedla 9. mesto.

## Dosežki
| Leto | Tekmovanje                   | Lokacija             | Rezultat | Disciplina |
| ---- | ---------------------------- | -------------------- | -------- | ---------- |
| 1997 | Evropsko prvenstvo do 23 let | Turku, Finska        | 2. mesto | Troskok    |
| 2000 | Olimpijske igre              | Sydney, Avstralija   | 9. mesto | Troskok    |
| 2001 | Dvoransko svetovno prvenstvo | Lizbona, Portugalska | 7. mesto | Troskok    |
| 2003 | Vojaško svetovno prvenstvo   | Catania, Italija     | 3. mesto | Troskok    |